# Meteorito ferroso-rochoso

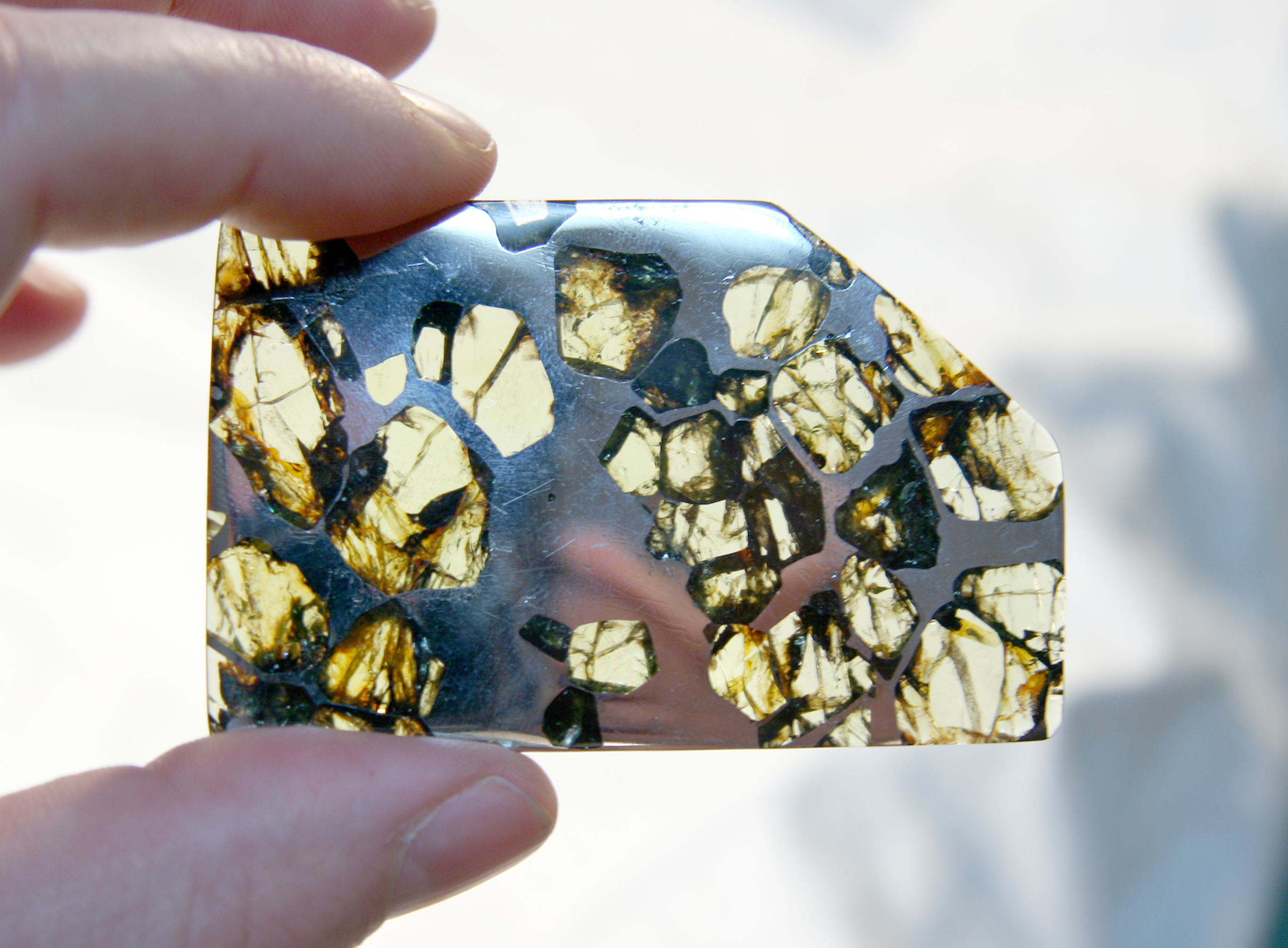
Fragmento de um meteorito ferroso-rochoso.

Meteoritos ferroros-rochosos ou siderolitos são meteoritos constituídos em proporções praticamente iguais de ferro e silicatos, distinguindo-se dos meteoritos rochosos pela maior abundância do elemento metálico.